# Лісові
Лісові́ — село в Україні, у Золочівському районі Львівської області. Населення станом на 2013 рік становить 42 особи. Орган місцевого самоврядування — Золочівська міська рада.

## Історія
Точної дати заснування села невідомо, проте є припущення, що село виникло приблизно у часи I світової війни. Люди із сусідніх сіл тікали у ліси, а відтак заснували село, звідки і пішла назва Лісові. Спочатку на території села був маленький хутір, а згодом через приріст населення Лісові стало селом.
Відповідно до даних давніх мап, поселення утворилось наприкінці XVIII — першій пол. XIX ст. Назва «Лісові» (Lasowe) вперше згадується на картах Другого військового опису Австрійської імперії (1861 — 1864). На мапах Фрідріха фон Міґа (1779 — 1783) на місці сучасного села позначено кілька господарств, які підписано як «хати, що відносяться до Гологір». Лісові також відмічені на картах Третього військового опису Австро-Угорщини (1869 — 1887) та пізніших карт Австрійської монархії 1910 року.
Село згадується у Географічному словнику Королівства Польського (V том, 1884), де вказано, що Лісові — це частина Гологір у Золочівському повіті.

## Сучасний стан
Село Лісові наразі має 29 хат, поділяється на три частини: Лісові (11 хат), Юрки (11 хат) та Дуби (7 хат). У селі розміщена маленька церква, котру люди називають каплицею. Правлять там лише по великих святах та на замовлення. У селі немає школи, тож діти змушені щодня ходити до гологорської школи. Село належить до занепадаючих сіл: люди масово виїжджають із села, залишаються лише старі та діти.

## Відомі люди
- Мигаль Степан Іванович — керівник Лешнівського кущового проводу ОУН, Лицар Срібного хреста бойової заслуги УПА 1 класу. Загинув поблизу села.